# 砂防林

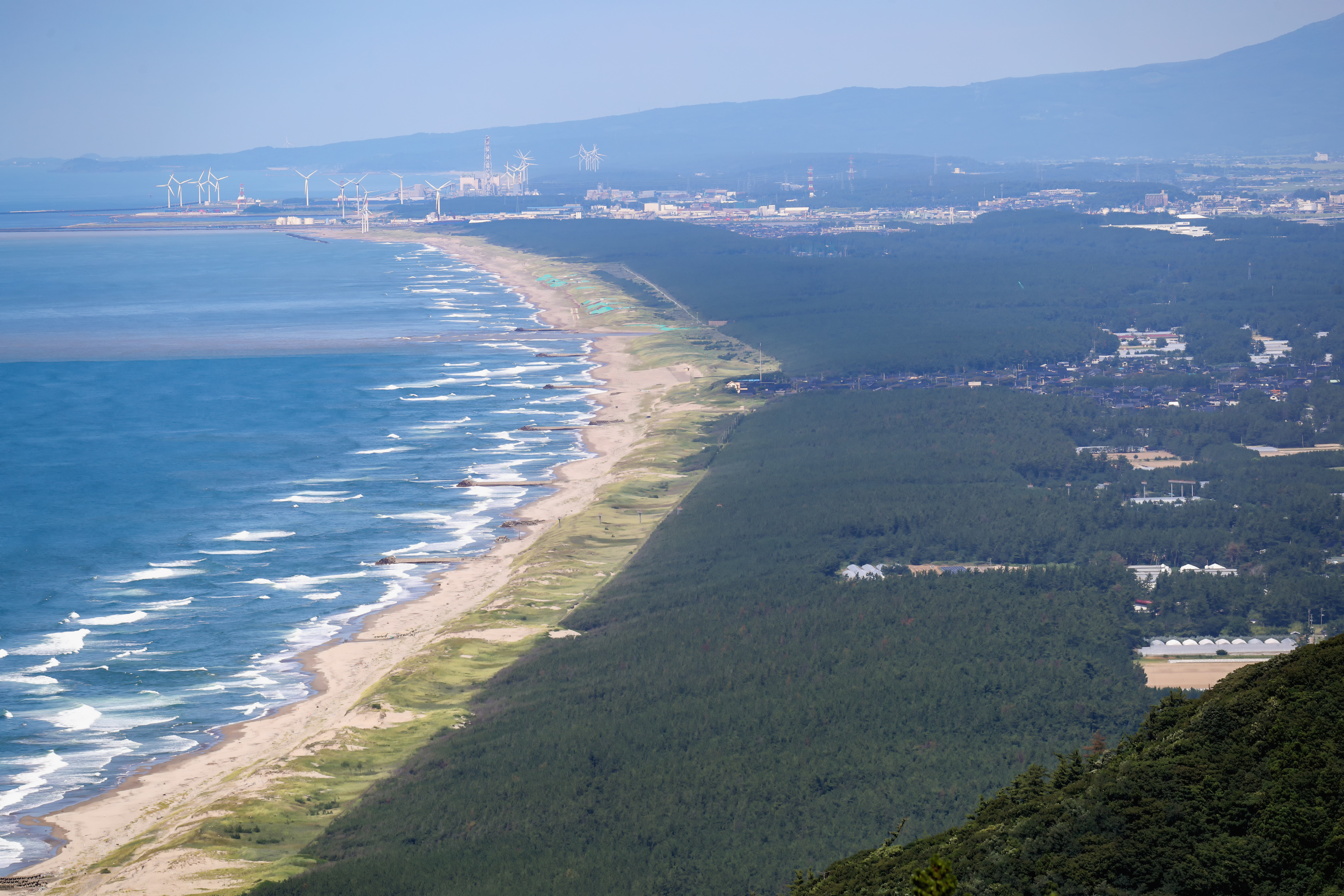
庄内砂丘の砂防林

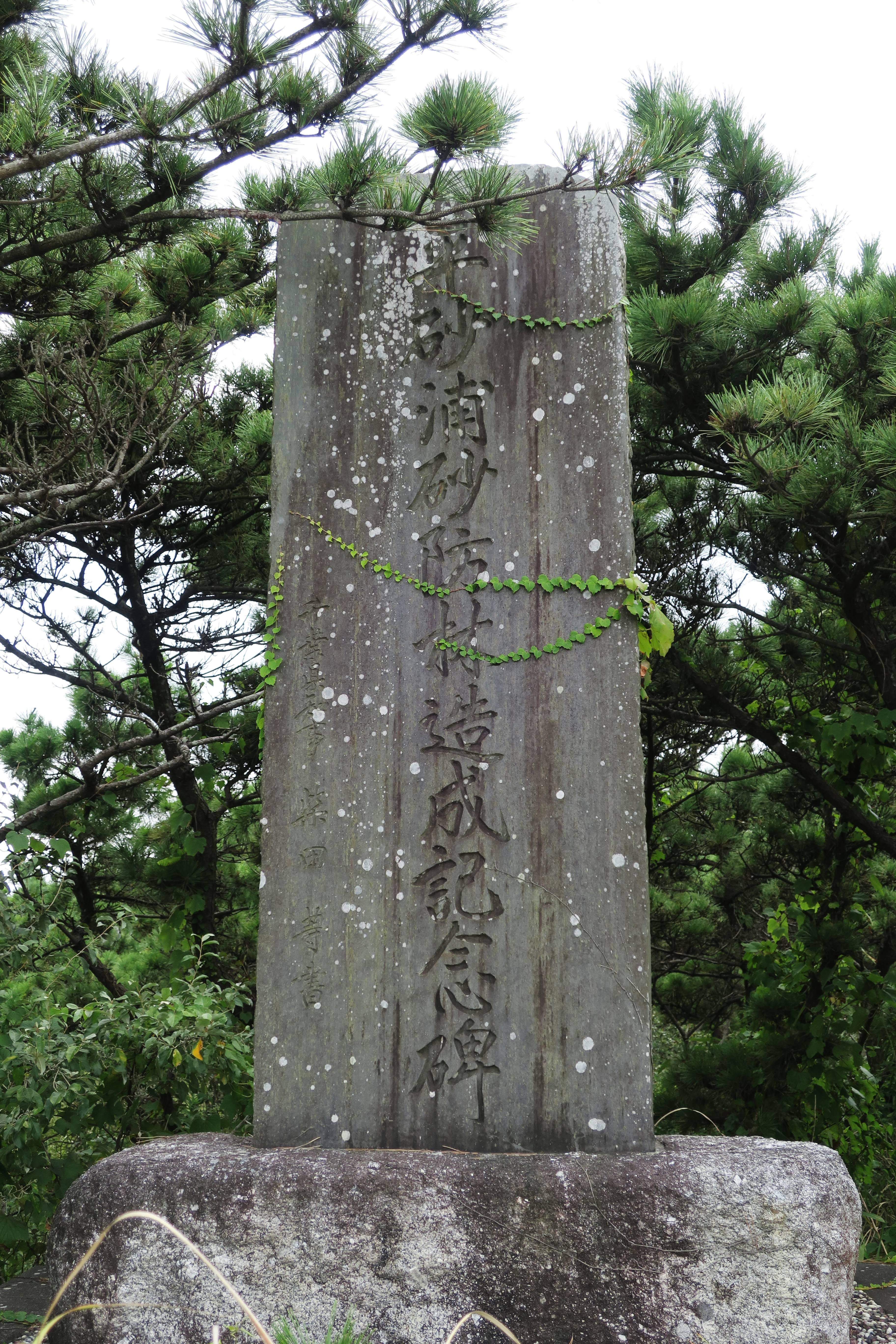
平砂浦砂防林造成記念碑（千葉県館山市）

砂防林（さぼうりん）とは、土砂の移動を阻止する目的で設けられる防災林の一種。飛砂による災害を防止する防砂林とは異なる。使用される代表的な樹木として、クロマツが挙げられる。これは、砂地での生育による乾燥は、潮風に耐えうるからである。

## 人工的な形成
山形県の庄内海岸では、太平洋戦争後の1951年より砂防林の整備が始まった。砂丘を10年以上かけ形成し、イネ科のハマニンニクやアキグミを砂の固定のために植え、下準備の後クロマツを植えた。整備開始より約30年で、砂防林が完成した。現在は、庄内海岸林として知られている。